# Fredonia (Arizona)
Fredonia is een plaats (town) in de Amerikaanse staat Arizona, en valt bestuurlijk gezien onder Coconino County.

## Demografie
Bij de volkstelling in 2000 werd het aantal inwoners vastgesteld op 1036.
In 2006 is het aantal inwoners door het United States Census Bureau geschat op 1062, een stijging van 26 (2,5%).

## Geografie
Volgens het United States Census Bureau beslaat de plaats een oppervlakte van
19,2 km², geheel bestaande uit land. Fredonia ligt op ongeveer 1424 m boven zeeniveau.

## Plaatsen in de nabije omgeving
De onderstaande figuur toont nabijgelegen plaatsen in een straal van 48 km rond Fredonia.